# Eine neue Art von Liebe
Eine neue Art von Liebe ist eine US-amerikanische Filmkomödie von Melville Shavelson aus dem Jahr 1963.

## Handlung
Der Zeitungskolumnist Steve Sherman wird nach Paris geschickt, um über die neuesten Modeschauen zu berichten. Auf dem Flug lernt er Samatha Blake kennen, die für einen New Yorker Großhändler Verträge abschließen soll. Begleitet wird sie von ihrem Vorgesetzten Joseph Bergner und einer Kundin, Lena O’Connor. Steve und Samantha können sich nicht leiden. Steve verabscheut Samanthas Überheblichkeit und ihre Frisur. Samantha kann Steves Alkoholkonsum und seine flegelhafte Art nicht ertragen.
Samantha besucht in Paris Feierlichkeiten zu Ehren von St. Katharina, bei der unverheiratete Frauen um einen Ehemann beten. Die pompösen Feiern berauschen Samantha, die glaubt, dass die Heilige Katharina sich ihrer annehmen will. Sie geht in einen Schönheitssalon und lässt sich eine neue blonde Frisur verpassen. Zur gleichen Zeit fühlt sich Lena, die in Bergner verliebt ist, alleingelassen, denn Bergner interessiert sich für Felicienne, die für Bergners Firma in Frankreich arbeitet.
Samantha begegnet Steve, der sie nicht erkennt. Sie gibt sich für die Prostituierte Mimi aus und erzählt ihm über ihr Leben. Steves neueste Kolumne, von Samantha inspiriert, ist ein großer Erfolg. Die beiden verlieben sich, und Steve findet heraus, dass Mimi die ehemals verhasste Samantha ist. Als Felicienne sich ihrer Arbeit zuwendet und Bergner verlässt, finden er und Lena wieder zueinander.

## Kritik
Das Lexikon des internationalen Films schreibt über den Film: Parodistisch eingefärbte Komödie mit einem Gastauftritt von Maurice Chevalier; die offenbar intendierte Selbst-Ironie ist wenig überzeugend ausgefallen.
Bosley Crowther von der New York Times fand den Film nicht wirklich lustig. Shavelsons Sticheleien seien schnell, zeitgemäß und gewieft, doch die Geschichte ist zu dünn und offensichtlich.

## Auszeichnungen
1964 wurden Leith Stevens in der Kategorie Beste Filmmusik und Edith Head in der Kategorie Bestes Kostümdesign in Farbe für den Oscar nominiert.
Joanne Woodward erhielt eine Nominierung für den Golden Globe in der Kategorie Beste Hauptdarstellerin in einer Komödie und Thelma Ritter belegte bei der Verleihung des Laurel Award als beste Nebendarstellerin den dritten Platz.

## Hintergrund
Die Premiere hatte der Film am 30. Oktober 1963 in New York. In Deutschland wurde er erstmals am 23. Dezember 1963 in den Kinos gezeigt.
Einen Gastauftritt hatte Maurice Chevalier. Frank Sinatra sang den Song You Brought a New Kind of Love to Me, der von Sammy Fain, Irving Khal und Pierre Norman komponiert wurde.
Das Ehepaar Newman-Woodward war zum Zeitpunkt der Dreharbeiten seit fünf Jahren verheiratet. Die Ehe hielt 50 Jahre bis zum Tode Paul Newmans 2008.